# رابرت لایپرتز
رابرت لایپرتز (انگلیسی: Robert Leipertz؛ زادهٔ ۱ فوریهٔ ۱۹۹۳) بازیکن فوتبال اهل آلمان است.
از باشگاه‌هایی که در آن بازی کرده‌است می‌توان به باشگاه فوتبال اینگولشتات ۰۴، باشگاه فوتبال شالکه ۰۴، باشگاه فوتبال آلمانیا آخن، و باشگاه فوتبال هایدنهایم اشاره کرد.